# Helmut Pernsteiner
Helmut Pernsteiner (* 11. Juli 1962 in Linz, Oberösterreich) ist österreichischer Wirtschaftswissenschaftler und Hochschullehrer. Er ist Professor für Betriebswirtschaftslehre (Betriebliche Finanzwirtschaft) an der Johannes Kepler Universität (JKU) Linz. Er ist Institutsleiter für betriebliche Finanzwirtschaft und Abteilungsleiter für Corporate Finance.

## Werdegang
Helmut Pernsteiner begann 1981 mit seinem Studium der Betriebswirtschaftslehre an der JKU. Nach seiner Assistenzzeit am Institut für Revisions-, Treuhand- und Rechnungswesen promovierte er 1989. Nach einem Forschungsaufenthalt an der Universität Freiburg in der Schweiz habilitierte er sich 1995 für das Fach Betriebswirtschaftslehre an der JKU. Drei Jahre später wurde er zum ordentlichen Universitätsprofessor am Institut für betriebliche Finanzwirtschaft ernannt. Pernsteiner leitet u. a. Universitätslehrgänge an der JKU und hält seit 1998 immer wieder Vorlesungen an der Wirtschaftsuniversität Pressburg, Slowakei.
Er war von 2013 bis 2016 Vorsitzender des Senats und ist seit 2016 Dekan der Sozial- und Wirtschaftswissenschaftlichen Fakultät der Johannes Kepler Universität Linz. Zudem ist er allgemein beeideter und gerichtlich zertifizierter Sachverständiger.

## Arbeits- und Forschungsschwerpunkte
- Mergers & Acquisitions
- Finanzierungsprobleme von Familienunternehmen
- Finanzierungsfragen von Unternehmen in Schwellenländern

## Belege
1. ↑  https://www.jku.at/institut-fuer-betriebliche-finanzwirtschaft/ueber-uns/team/team-corporate-finance/helmut-pernsteiner

| Personendaten    | Personendaten                                                   |
| ---------------- | --------------------------------------------------------------- |
| NAME             | Pernsteiner, Helmut                                             |
| KURZBESCHREIBUNG | österreichischer Wirtschaftswissenschaftler und Hochschullehrer |
| GEBURTSDATUM     | 11. Juli 1962                                                   |
| GEBURTSORT       | Linz                                                            |